# Der Verdacht (Dürrenmatt)
Der Verdacht ist ein Roman von Friedrich Dürrenmatt. Der Text erschien erstmals von September 1951 bis Februar 1952 als Fortsetzungsgeschichte in der Zeitschrift Der Schweizerische Beobachter. Er ist die Fortsetzung des im vorhergehenden Jahr in der gleichen Zeitschrift erschienenen Romans Der Richter und sein Henker und spielt um den Jahreswechsel 1948/1949.

## Handlung
Kommissär Hans Bärlach, am Ende seiner Polizeikarriere angekommen und an Krebs leidend, erholt sich im Krankenhaus Salem von einer Operation. Dort wird er Zeuge, wie sein Freund, der Arzt Samuel Hungertobel, beim Anblick eines Fotos im Magazin Life erbleicht und leicht nervös wird. Der Abgebildete soll der deutsche Arzt Nehle sein, der im Konzentrationslager Stutthof bei Danzig grausame Operationen an Häftlingen vorgenommen hatte, ohne sie zu narkotisieren, und sich 1945 umgebracht hat. Hungertobel erklärt schließlich, eine große Ähnlichkeit zwischen Nehle und seinem Studienkollegen Fritz Emmenberger festgestellt zu haben, der während des Krieges angeblich in Chile weilte.
Bärlach schöpft schließlich den Verdacht, dass Nehle und Emmenberger entweder die Rollen getauscht haben oder aber ein und dieselbe Person sein müssen. Er prüft Interpol-Dokumente und medizinische Artikel von Nehle bzw. Emmenberger, die damals publiziert worden waren. Ein Bekannter Bärlachs, der Jude Gulliver, war im Konzentrationslager Stutthof ein Opfer des Arztes. Zu Besuch im Krankenzimmer erzählt er von diesen Erlebnissen, während sie zusammen die Nacht durchzechen. Am wahrscheinlichsten erscheint Bärlach daraufhin, dass Emmenberger unter Nehles Namen die Verbrechen im Konzentrationslager begangen hat, nach dem Krieg in die Schweiz zurückgekehrt ist und nun unbehelligt die Privatklinik „Sonnenstein“ bei Zürich führt. Diesen Verdacht lässt er von dem Journalisten Fortschig in dessen Zeitung Apfelschuss veröffentlichen und begibt sich selbst unter dem falschen Namen Kramer als Patient in Emmenbergers Klinik. Dies tut er in der Hoffnung, Emmenberger psychisch unter Druck setzen zu können, bis der sich selbst verraten würde. Emmenberger stellt sich tatsächlich als der Täter heraus, doch Bärlachs Plan geht nicht auf, denn geschwächt, wie er ist, und gefangen in der Klinik, verliert er jegliche Kontrolle über die Situation. Emmenberger erweist sich als nicht nur völlig skrupellos, sondern auch als unbeeindruckbar und wird von absolut ergebenen Mitarbeitern unterstützt. Bärlach erfährt, dass er Fortschig hat töten lassen und nun auch plant, Bärlach mittels einer seiner grausamen Operationen zu beseitigen. Doch im letzten Moment greift Gulliver ein, indem er Emmenberger tötet. Bärlach entkommt mit Gullivers Hilfe aus der Klinik Sonnenstein und wird von seinem Freund Hungertobel wieder zurück nach Bern gebracht.

## Interpretationsansätze
Wie schon Dürrenmatts erster Roman um Kommissär Bärlach, Der Richter und sein Henker, endet auch Der Verdacht nicht mit der polizeilichen Inhaftierung oder gerichtlichen Verurteilung des Täters, sondern mit dessen Tötung. Von den regulären kriminalistischen und juristischen Methoden bleibt Emmenberger (wie nicht wenige nationalsozialistische Verbrecher) bis zuletzt völlig unangefochten. Bärlachs Konfrontation mit Emmenberger gerät zum Fiasko, da dieser die Schachzüge des Kommissärs vorausgesehen hat. In der Gegenüberstellung ihrer Glaubensgrundsätze hat der in seinem Bereich (der Kriminalistik) scharfsinnige, aber philosophisch eher biedere Christ Bärlach keine Antworten mehr. Er kann der materialistisch-nihilistischen Philosophie Emmenbergers nichts entgegensetzen und sieht seinem Tod entgegen. Bärlach wird jedoch – Deus ex Machina – vom „unmöglichen Racheengel“ Gulliver gerettet.
Anders als im klassischen Kriminalroman ist weniger die Überführung des Täters das Thema als die Herstellung von Gerechtigkeit. Wie später Dürrenmatts Roman Das Versprechen ist auch Der Verdacht eine Kritik der überkommenen Figur des Detektivs, ausgesprochen von Gulliver: „Man kann heute nicht mehr das Böse allein bekämpfen, wie die Ritter einst allein gegen irgendeinen Drachen ins Feld zogen. Die Zeiten sind vorüber, wo es genügt, etwas scharfsinnig zu sein, um die Verbrecher, mit denen wir es heute zu tun haben, zu stellen. Du Narr von einem Detektiv; die Zeit selbst hat dich ad absurdum geführt!“
Ein wiederkehrendes Motiv in Dürrenmatts Kriminalromanen ist das „unentdeckte Verbrechen“: Handlungen, die bei Kenntnis sämtlicher Umstände unzweifelhaft verbrecherisch sind; die entsprechenden Fakten jedoch kommen der Justiz nicht zur Kenntnis. Emmenberger behandelt in seiner Privatklinik vorwiegend sterbenskranke Millionäre. Die Hoffnung auf ein nur minimal verlängertes Leben lässt die Patienten sämtliche Torturen erdulden („… auch hier operiert der Chef ohne Narkose“). Und allein die professionelle Fassade einer kostspieligen Privatklinik („… mitten im braven Zürich die Hölle der Reichen“) macht aus dem Sadismus eines Ex-KZ-Arztes die Wohltaten eines Starmediziners, wodurch jede juristische Verfolgung ausgeschlossen ist.
Des Weiteren wirft der Roman eine noch philosophischere Frage auf: Wer hindert die Menschen Böses zu tun, wenn sie an keine höhere Macht glauben und das Böse nicht aus Angst vor einer metaphysischen Instanz meiden? Der Arzt Emmenberger sagt dazu: „Wie die Christen an drei Dinge glauben, die nur ein Ding sind, an die Dreieinigkeit, so glaube ich an zwei Dinge, die doch ein und dasselbe sind, […] Ich glaube an die Materie, die gleichzeitig Kraft und Masse ist, […] wie schäbig und leer ist es daneben, zu sagen, ‚Ich glaube an einen Gott‘“. Aus diesem ausschließlichen Glauben an wissenschaftlich greifbare Dinge leitet Emmenberger seine grenzenlose Freiheit ab, die keine Verpflichtungen hat, als das zu tun, was er möchte.

## Entstehungsgeschichte
Der Verdacht, die Fortsetzung von Dürrenmatts erstem Kriminalroman Der Richter und sein Henker, war eine Auftragsarbeit des Schweizerischen Beobachters. Angeblich bot ihm der Verleger das doppelte Honorar für den Fortsetzungsroman, wenn Kommissar Bärlach am Ende des ersten Bandes nicht – wie es Dürrenmatt ursprünglich vorgesehen hatte – sterben sollte. Der Roman entstand in Ligerz sowie einem Berner Krankenhaus unter großem Zeitdruck quasi parallel zur Veröffentlichung.

## Rezension
„Seine Krimis folgen dem klassischen Schema, ragen aber durch Ironie, Zynismus sowie gesellschaftskritische bzw. philosophische Ansätze weit über das im Genre Übliche hinaus.“

## Adaptionen
Im Jahre 1972 produzierte das italienische Fernsehen eine Fernsehadaption (Originaltitel: Il sospetto). Das Drehbuch wurde von Diego Fabbri geschrieben, Regie führte Daniele D’Anza und Kommissär Bärlach wurde von Paolo Stoppa gespielt.

## Buchausgaben
- Der Verdacht. Benziger, Einsiedeln 1953 (Originalausgabe).
- Der Richter und sein Henker / Der Verdacht. Die zwei Kriminalromane um Kommissär Bärlach. Diogenes, Zürich 1980, ISBN 3-257-20849-9 (= Werkausgabe, 16).
- Der Verdacht. Kriminalroman. Diogenes, Zürich 1985, ISBN 3-257-21436-7 (aktuelle Ausgabe).
- Der Verdacht. Comic auf der Grundlage des Romans. Edition Exodus, Luzern 1993, ISBN 3-905575-79-5.